# Gamla Stan
Gamla Stan ('gamla' is oud, 'stan' is stad) is het oudste deel van de stad Stockholm. Sinds 2007 is het een district van het stadsdeel Södermalm. Het ligt op het eiland Stadsholmen in het centrum van de stad. De bouw ervan begon al in de dertiende eeuw. De wijk bestaat uit oude huizen in Noord-Duitse stijl en in Zuid-Europese kleuren (donkergeel, oranje), kasseienstraatjes en oude kerken. Ook het koninklijke paleis ligt in dit deel van de stad.
De naam Stadsholmen is in de loop der tijden in onbruik geraakt; het eiland wordt nu Gamla Stan genoemd. Tussen Stadsholmen en Riddarholmen loopt een verkeerscorridor die noord en zuid Stockholm per weg en spoor met elkaar verbindt.
Enkele bezienswaardigheden zijn:
- Västerlånggatan - de winkelstraat van Gamla Stan
- Storkyrkan - de domkerk (lett.: 'grote kerk')
- Stockholms slot - het koninklijk paleis
- Stortorget - het hoofdplein
- Tyska kyrkan - de Duitse kerk
- Riddarhuset - de vergaderplaats van de adel
- de Cornelis Vreeswijk-winkel aan de Trångsund

Verder staan in Gamla Stan een aantal publieke kunstwerken, zoals Moder Svea, het ruiterstandbeeld van Karel XIV Johan, het ruiterstandbeeld van Sint-Joris en de draak en Bågspännaren.

## Galerij

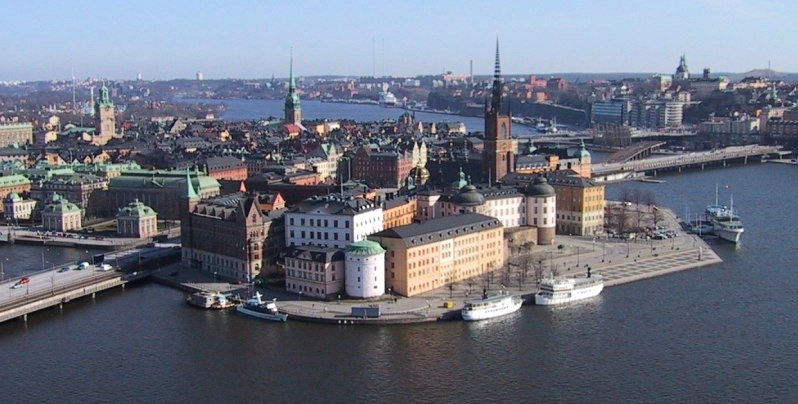
Riddarholmen op de voorgrond met links daarachter Gamla Stan
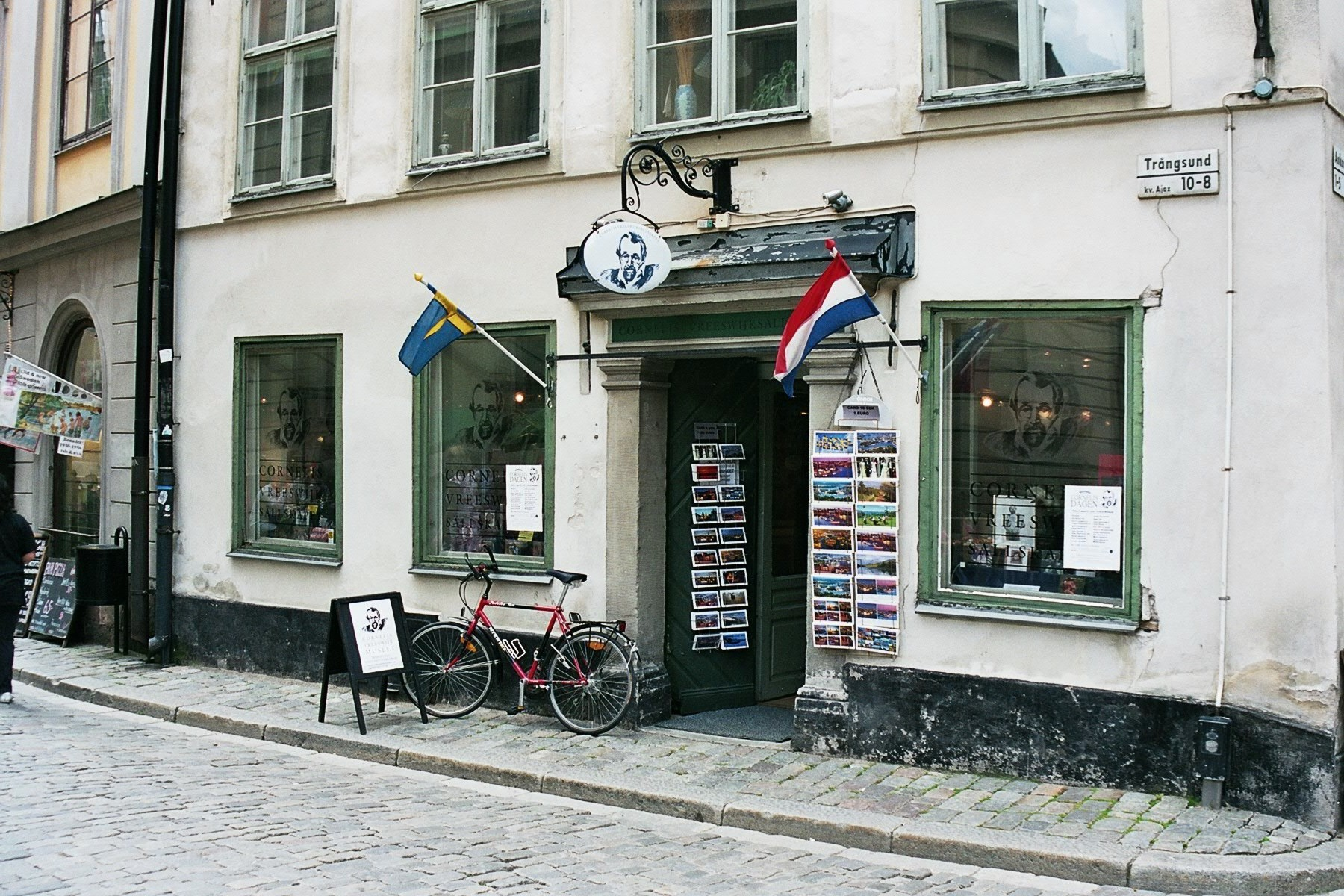
Cornelis Vreeswijk-winkel
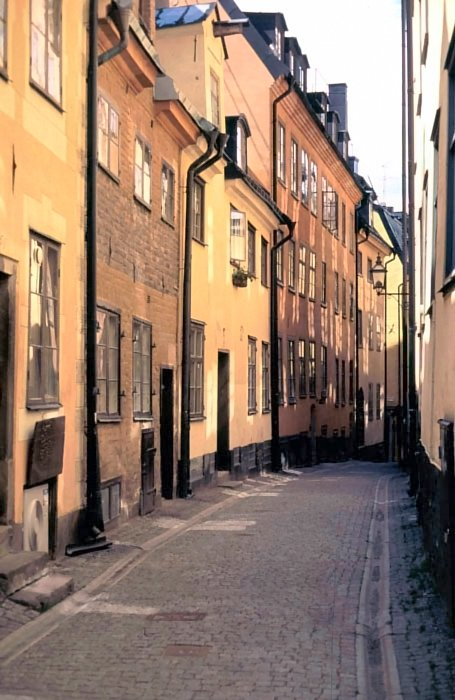
Steegje in de oude stad